# 400 Ducrosa
400 Ducrosa è un asteroide della fascia principale del diametro medio di circa 33,66 km. Scoperto nel 1895, presenta un'orbita caratterizzata da un semiasse maggiore pari a 3,1296547 UA e da un'eccentricità di 0,1154447, inclinata di 10,52554° rispetto all'eclittica.
Il suo nome è dedicato a J. Ducros, astronomo all'Osservatorio di Nizza.